# R9 Garandi
 (octobre 2022).
R9 Garandi (nom d'état civil Hanponré Garandi), né le 25 février 1989 à N'Djaména, au Tchad, est un animateur et un promoteur culturel tchadien. 
En 2010, il embrasse le métier de la radio comme stagiaire à la radio Harmonie FM grâce à une compétition de cette radio dont il est finaliste,.
Il est directeur de la radio FM Hagui, où il est recruté en 2019 comme animateur radio. Il y présente une émission musicale MUSIC PROMO, une émission soulignée comme faisant la promotion et la valorisation de la musique tchadienne.